# Học viện Không quân Hoa Kỳ
Học viện Không lực Hoa Kỳ nằm ở phía bắc của Colorado Springs, tiểu bang Colorado, Hoa Kỳ, là một học viện đào tạo các sĩ quan cho lực lượng Không lực Hoa Kỳ. Chương trình đào tạo là 4 năm, sau khi tốt nghiệp, học viên sẽ nhận được bằng cử nhân về khoa học và hầu hết được phong quân hàm thiếu úy trong Không lực Hoa Kỳ. Học viện Không lực Hoa Kỳ cũng là một địa điểm hấp dẫn khách du lịch nhất ở tiểu bang Colorado, mỗi năm có khoảng hơn một triệu người đến thăm.
Học viện Không lực Hoa Kỳ là một trong những trường chọn lọc gắt gao của Hoa Kỳ. Các thí sinh được đánh giá dựa trên các kết quả trong quá trình học tập như khả năng lãnh đạo, sức khoẻ, nhân cách, phẩm chất, đạo đức, tư duy. Để được lựa chọn các thí sinh phải trải qua kỳ sát hạch kiểm tra sức khỏa, kiểm tra y khoa, và được đảm bảo bởi một người thường là thành viên của Quốc hội Hoa Kỳ. Gần đây, số người được chọn vào trường mỗi năm là 1400 học viên nhưng chỉ dưới 1000 học viên được tốt nghiệp.

## Chương trình đào tạo=

### Khoa học cơ bản
1. Sinh học
2. Hóa học
3. Toán học
4. Vật lý học

### Khoa học Kỹ thuật
1. Vũ trụ học
2. Thiên văn học
3. Kỹ thuật xây dựng và Môi trường
4. Khoa học máy tính
5. Kỹ thuật Điện và Kỹ thuật Máy tính
6. Cơ học Kỹ thuật
7. Kỹ thuật hệ thống

### Khoa học nhân văn
1. Tiếng Anh và Mỹ thuật
2. Ngoại ngữ và chương trình quốc tế
3. Lịch sử
4. Triết học

### Khoa học xã hội
1. Khoa học ứng xử và Lãnh đạo
2. Kinh tế học và Khoa học địa lý
3. Luật học
4. Khoa học quản lý
5. Quân sự và Nghiên cứu chiến lược
6. Khoa học chính trị